# Œil de sphinx
Œil de sphinx (Swan Song for a Siren) est un roman policier de l’écrivain australien Carter Brown publié en 1955,. Le narrateur est un scénariste new-yorkais, nommé Joe Dunne, qui travaille pour la télévision.
Le roman est publié en France en 1962 dans la Série noire. La traduction, prétendument « de l'américain », est signée Henri Collard.
Ce roman est remanié par l'auteur en 1963 sous le titre Charlie Sent Me!, une phrase-clé de la première version. Dans la nouvelle version le personnage de Joe Dunne est rebaptisé Larry Baker qui devient par la suite le héros de cinq autres romans. Cette nouvelle version n'a pas été pas traduite en français.

## Résumé
Eddie Sackville, « premier acteur comique des États-Unis », réunit d'urgence son équipe pour concrétiser une nouvelle idée de série, dont le personnage principal sera Œil de Sphinx. Le travail est perturbé par l'intrusion d'un personnage mystérieux qui annonce : « C'est Charlie qui m'envoie » et menace Eddie Sackville. Pendant la première émission, un comédien est tué, en direct, d'un coup de feu qui aurait dû être tiré à blanc : substitution de munitions dans l'arme. Pour protéger la jolie chanteuse Maggie, également menacée par le tueur, Joe Dunne fonce tête baissée chez Charlie Faro, personnage réputé et redouté du milieu. Initiative peu appréciée du lieutenant Sholtz, et qui plonge le narrateur au centre d'une machination plus complexe qu'il ne l'avait imaginée, tout scénariste qu'il soit.

## Personnages
- Joe Dunne, scénariste de télévision.
- Eddie Sackville, son employeur, célèbre acteur comique.
- Sandra Dean, ex-compagne de Charlie Faro, épouse d'Eddie Sackville.
- Maggie MacKie, chanteuse dans les émissions de Sackville.
- Hilda, comédienne.
- Neil Lefoe, comédien.
- Hal Wild, administrateur.
- Boris Karkov, metteur en scène.
- Saunders, chauffeur d'Eddie Sackville.
- Lieutenant Sholtz, de la police.
- Charlie Faro, le plus grand gangster du Sud des États-Unis selon le lieutenant Sholtz.
- Harry Peppercorn, son garde du corps.
- Gloria, compagne de Charlie Faro.
- Nick Schreiber, conseiller juridique de Charlie Faro.
- Brett Kane, journaliste à Los Angeles.

## Éditions
- 1re édition : Série noire no 700, 1966.
- Réédition : Carré noir no 181, 1974.